# 보리멸
보리멸(영어: northern whiting)은 보리멸과의 물고기이다. 몸길이 24cm 가량으로 몸은 앞쪽은 원통형, 뒤쪽은 측편하고 주둥이는 길고 끝이 뾰족하다. 몸빛은 등쪽이 담황색, 배는 그보다 밝다. 등지느러미는 두 개이고 비늘은 작고 쉽게 벗겨진다. 내만성 물고기로 해안 근처 모래 바닥에 살면서 새우 등의 작은 갑각류나 갯지렁이를 잡아먹는다. 큰 먹이는 작은 이로 이리저리 흔들어 물어뜯어 먹는다. 산란기는 6-9월경이며, 염분 농도가 낮은 내만으로 와서 알을 낳는다. 한국에서는 황해 남부와 동해 남부에 서식하며, 일본 남부에서 중국·대만·필리핀·인도네시아·아라비아해·홍해까지 분포한다. 원피스의 등장인물에서 츄가 보리멸 어인이고, 시라호시는 보리멸 인어로 등장한다.